# Boothbay Harbor
Boothbay Harbor è un comune statunitense sito nello stato del Maine, contea di Lincoln. Si trova su una penisola nel golfo del Maine, parte dell'Oceano Atlantico.

## Storia
L'area su cui si trova faceva parte di Cape Newagen, ove gl'inglesi avevano stabilito originariamente un campo estivo per la pesca. Nel 1666, Henry Curtis acquistò il terreno dal sachem Mowhotiwormet, noto come Capo Robinhood, che viveva ove oggi si trova oggi la cittadina di Woolwich. L'insediamento di Curtis fu attaccato e incendiato nel corso della guerra di Re Guglielmo e rimase abbandonato per 40 anni.
Nel 1730, il colonnello David Dunbar, sovrintendente del governatore dei territori di Sagadahock, fondò un'altra città che chiamò Townsend, dal visconte di Townshend. Nonostante le depredazioni avvenute durante le guerre franco-indiane e le spoliazioni occorse durante la Rivoluzione americana da parte dei marinai britannici, l'insediamento ebbe successo, grazie soprattutto all'ampio, profondo e ben protetto porto. Durante la spedizione di Penobscot, nel 1779, Townsend divenne un punto d'incontro per la flotta navale americana prima del disastroso scontro con quella britannica a Castine.
Rinominata Boothbay nel 1842, il suo porto continuò a fungere da centro di pesca. Durante il cattivo tempo, esso poteva ospitare da 400 a 500 imbarcazioni, spesso Friendship Sloop  in cerca di riparo. Nel 1881 vi erano società di pesca e di produzione di olio di pesce, due cantieri a piano inclinato per la riparazione d'imbarcazioni, una fabbrica di fertilizzanti e una d'inscatolamento di crostacei. Il 16 febbraio 1889 la comunità del porto venne separate da Boothbay e riconosciuta come comune autonomo di Boothbay Harbor.
Il cantiere di Frank L. Sample a Boothbay Harbor fabbricava dragamine durante la Seconda guerra mondiale e negli anni cinquanta.
Ogni estate, Boothbay Harbor accoglie frotte di turisti; le sue attrattive includono un acquario, gallerie d'arte, ristoranti, giri in battello alle isole della costa e l'osservazione delle balene (whale watching).